# Batalla de Prostki
La Batalla de Prostki se libró cerca de Prostki (en alemán: Prostken), Ducado de Prusia (hoy en el Distrito de Ełk, Polonia) el 8 de octubre de 1656, la batalla se libró entre las fuerzas de la Mancomunidad de Polonia–Lituania y afines Tártaros de Crimea, bajo el mando de Vicente Gosiewski por un lado contra las fuerzas aliadas de Suecia y de Brandenburgo, siendo estas comandadas por el Príncipe Georg Friedrich de Waldeck, apoyado a su vez por la caballería del príncipe Bogusław Radziwiłł. Las fuerzas de la Mancomunidad ganaron la batalla, destruyendo así las fuerzas enemigas y tomando Radziwiłł,

## Trasfondo
En el verano de 1656 los ejércitos Suecos y los Brandeburgo se retiraron hacia el noroeste. Gracias a esto, los comandantes de Polonia-Lituania tomarían la decisión de invadir el Ducado de Prusia, que anteriormente había sido un vasallo del Reino de Polonia y que, al igual que Brandeburgo-Prusia, había sido un aliado del Imperio sueco (Tratado de Königsberg (1656)). El objetivo de dicha invasión era que Federico Guillermo I de Brandeburgo abandonase su alianza con Suecia.
Las fuerzas Polaco-Lituanas estaban comandadas por el Hetman Vicente Korwin Gosiewski. Dichas tropas estaban apoyadas por una unidad de los Tártaros de Crimea, bajo el mando de Subchan Ghazi Aga. Entre todas las tropas y el ejército de Gosiewski las fuerzas totales eran de entre 8000 a 10 000 hombres (2000 de los Tártaros). A principios de octubre de 1656 cruzaron el Río Narew, cerca de Łomża o Wizna, y se dirigieron hacia el norte en dirección a Lyck (Ełk).
El comandante prusiano Jorge Federico de Waldeck-Eisenberg concentró todas sus fuerzas cerca de Wąsosz. Su ejército alcanzaba una suma similar a los 3500 hombres, en su mayoría reiters y dragones. Waldeck llegó a Prostken (Prostki) el 6 de octubre y acampó en la orilla oriental del Río Ełk, cerca de un puente que tenía planeado defender. Luego se puso en contacto con Bogusław Radziwilł, cuya unidad de caballería de 800 hombres se encontraba estacionada en Rajgród. Por otra parte, las unidades Prusianas se encontraban cercanas a Lyck. Al enterarse de la invasión, se pusieron en marcha para ayudar a Waldeck, pero sólo unos 1000 hombres lograron llegar a Prostki antes de la batalla. Una unidad de 2000 hombres y 12 cañones dejó Lyck el 8 de octubre en dirección hacia Protski, pero ya era demasiado tarde.

## La batalla
En la mañana del 8 de octubre las unidades tártaras y lituanas llegaron a la aldea, mientras que las principales fuerzas llegaron dos horas después. Gosiewski, el cual disfrutó la superioridad numérica, decidió hacer que los prusianos abandonaran sus posiciones detrás del río para así atacarlos en campo abierto. Al mismo tiempo, envió a las fuerzas Tártaras hacia Lyck para enfrentar a los refuerzos prusianos.
En la primera etapa de la batalla, los lituanos fingieron retirarse después del primer choque. Esto funcionó, ya que los prusianos cruzaron el río mientras que Waldeck recibía las noticias tártaras, enviando una guarnición de caballería de 500 hombres hacia Lyck. Esta unidad fue reforzada por la caballería de Bogusław Radziwiłł, que poco después se enfrentaría con los tártaros.
Cuando las fuerzas lituanas atacaron directamente a los prusianos, Waldeck ordenó a sus tropas retirarse de vuelta hacia la parte trasera del río. Gosiewski atacó a los prusianos, obligándolos a retirarse. Mientras tanto, los tártaros cruzaron el Elk y atacaron el campamento prusiano desde el flanco contrario. Poco después se les unieron las fuerzas lituanas. La unidad de Bogusław Radziwiłł fue completamente destruida, mientras que el propio Radziwiłł fue capturado por  las tropas enemigas. El príncipe de Waldeck, con apenas 500 soldados bajo su mando, logró escapar, debido a que los tártaros y lituanos se encontraban ocupados en el saqueo del campamento prusiano. En total, la batalla duró aproximadamente cinco horas.

## Después de la Batalla
Después de la victoria Gosiewski envió una carta a Federico Guillermo en donde le solicitaba que abandonase la alianza con Suecia. El rey prusiano rechazó esta, lo que resultó en la destrucción y el saqueo masivo del sudeste del Ducado de Prusia junto con los condados vecinos de Polonia Wizna y Rajgród. Luego de esto Gosiewski marcharía con su ejército hacia Lituania, mientras que los tártaros volvían a Crimea.